# دانا بيرغر
دانا بيرغر (بالعبرية: דנה ברגר‏) هي مغنية وكاتبة غنائية وملحنة وممثلة إسرائيلية، ولدت في 2 نوفمبر 1970 في إسرائيل.

## وصلات خارجية
- دانا بيرغر على موقع IMDb (الإنجليزية)
- دانا بيرغر على موقع ميوزك برينز (الإنجليزية)
- دانا بيرغر على موقع ديسكوغز (الإنجليزية)